# 国見 (福井市)
国見（くにみ）は、福井県福井市の地域。丹生山地の主峰・国見岳の西麓に位置。川西ブロック(北西部)に属する。

## 人口
国見には2024年1月1日現在888人が住んでおり、世帯数は388世帯。そのうち男性が414人、女性は474人。